# John Marshall Butler
John Marshall Butler, född 21 juli 1897 i Baltimore, Maryland, död 14 mars 1978 i Rocky Mount, North Carolina, var en amerikansk republikansk politiker. Han representerade delstaten Maryland i USA:s senat 1951–1963.
Butler deltog i första världskriget i USA:s armé. Han studerade efter kriget vid Johns Hopkins University och avlade 1926 juristexamen vid University of Maryland School of Law. Han var därefter verksam som advokat i Baltimore.
Butler besegrade sittande senatorn Millard Tydings i senatsvalet 1950. Han omvaldes 1956. Han ställde inte upp för omval i senatsvalet 1962 och efterträddes som senator i januari 1963 av Daniel Brewster. 
Butler var metodist. Han gravsattes på Druid Ridge Cemetery i Pikesville.